# Richard Shope
Richard Edwin Shope (25 de dezembro de 1901 - 2 de outubro de 1966) foi um virologista estadunidense que no Rockefeller Institute identificou o influenzavírus A em porcos em 1931. Utilizando a técnica de Shope, Smith, Andrewes e Laidlaw, do Medical Research Council da Inglaterra, cultivaram-no a partir de um ser humano em 1933. Eles e Shope, em 1935 e 1936, respectivamente, identificaram-no como o vírus circulante na pandemia de 1918. Em 1933, Shope identificou o papilomavírus Shope, que infecta coelhos. Foi o primeiro vírus humano descoberto. Mais tarde, sua descoberta ajudou outro pesquisador a vincular o vírus do papiloma a verrugas e câncer cervical. Ele recebeu o Prêmio Lasker-DeBakey de Pesquisa Médico-Clínica em 1957.
Seu filho, Robert Shope, também foi virologista, especializado em vírus transmitidos por artrópodes.